# Синдром иритабилних црева
Синдром иритабилног црева (скраћено: СИЦ; синдром иритабилног колона, спастични колитис, спастично ободно црево) хронични је поремећај система за варење, који карактерише неправилан рад црева.
СИЦ је функционални гастроинтестинални поремећај. Представља стање код кога се, у току неколико недеља, јавља бол у трбуху и поремећаји пражњења црева: појачане абнормалне контракције дебелог и танког црева, рани осећај ситости након јела, затвор, мека столилца, или пролив одмах након оброка, грчеви или надимања стомака, подригивање, учестали гасови.

## Узроци
Узроци нису јасни. Теорије укључују комбинације проблема цријевних оси, поремећаја мотилитета цријева, осјетљивости на бол, инфекција укључујући бактеријске прерасподјеле танког цријева, неуротрансмитера, и генетских фактора.
Као узроци настанка овог стања обично се наводе психичка напетост и стрес, али и интолеранција на лактозу или махунарке, нередовна и неумерена исхрана уз претеран унос масти, пушење.

## Дијагностика
Најчешће се дијагностикује код жена, у млађем и средњем животном добу. Дијагностички поступци су елиминациона дијета — којом се одређене врсте намирница системски искључују из исхране, затим лабораторијска анализа столице, комплетна крвна слика, серумско гвожђе. Уколико је неопходно пацијент се упућује гастроентерологу.

## Терапија
Терапија је усмерена на ублажавање симптома. Препоручује се десет до двадесет минута аеробних вежби, као и јога вежбе за опуштање, или масажа трбуха како би се поспешио рад црева. Терапија се састоји из промене начина исхране: смањења потрошње масти и увођења у исхрану неког растворљивог прехрамбеног производа богатог влакнима који подстиче рад црева (нпр. буачак — Plantago psyilium који се узима једном дневно растворен у чаши хладне воде, или чај од рогача три пута дневно, водећи рачуна да се не користи дуже од три дана). Постепено ваља повећавати унос свежег воћа и поврћа, житарица и мекиња. У случају изостанка жељених ефеката, преписује се лоперамид или дицикломин који успоравају кретање хране кроз црево и смирују гастроинтестинални тракт.